# Castoraeschna castor
Castoraeschna castor – gatunek ważki z rodziny żagnicowatych (Aeshnidae). Występuje na terenie Ameryki Południowej.